# Hygiène du sommeil

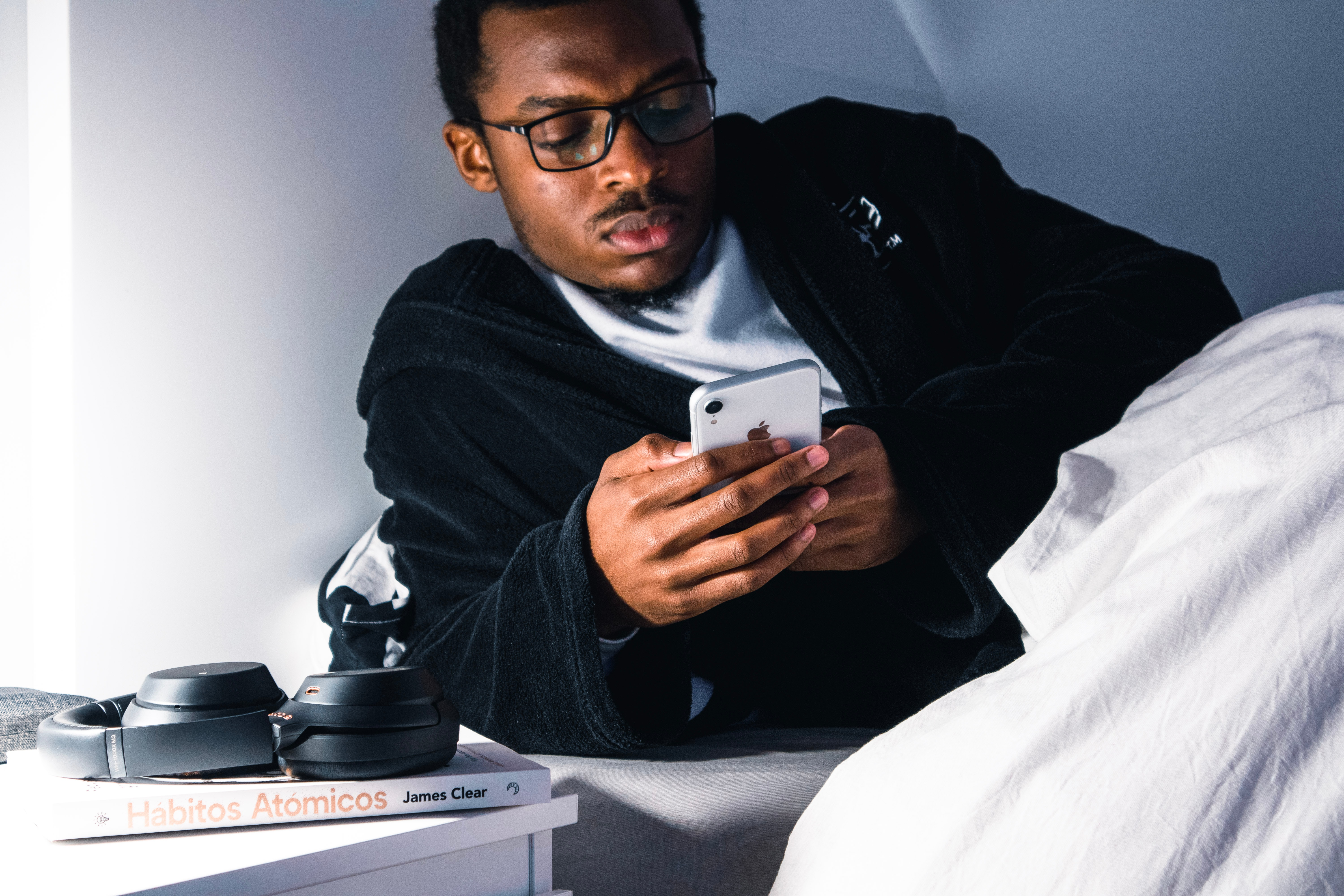
Homme atteint de procrastination du sommeil.

Le terme « hygiène du sommeil » désigne les bonnes habitudes de sommeil. En 2010 auprès de 1 514 adultes canadiens et 506 jeunes de 12 à 17 ans, plus de la moitié des répondants (56 %) déclarent être fatigués. Alors que 36 % disent ne pas avoir suffisamment de temps pour dormir, 32 % avouent se réveiller la nuit et être incapable de se rendormir. Les avantages d'écouter de la musique avant de se coucher sont nombreux.
Une quantité considérable de recherche a été dédiée à l’élaboration de lignes directrices et de conseils pour accroître la qualité du sommeil et un nombre important de données prouvent que ces stratégies peuvent offrir des solutions à long terme pour des troubles du sommeil.
Le manque de sommeil a des conséquences individuelles et collectives. C'est un problème de santé publique qui représente un coût social. Gérer le sommeil permet de conserver ou de rétablir son rythme biologique,.

## Principales habitudes d'une hygiène de sommeil saine
- Sommeil :
  - se coucher aux heures régulières et ne pas dormir la journée (sauf pour de très courtes siestes) ;
  - se coucher aux premiers signes de somnolence ;
  - ne pas prendre de somnifère hors avis médical ;
  - restreindre le temps passé au lit à ne pas dormir en évitant : de lire au lit, de regarder la télévision, d’écouter de la musique, de travailler ou de jouer aux jeux vidéos.

- Environnement :
  - choisir des oreillers et un matelas adaptés et confortables ;
  - régler la température de la chambre à 18 °C.

- Éviter :
  - de prendre un repas trop lourd en fin de soirée (prolonge la digestion) ;
  - de se coucher en ayant trop faim ;
  - de pratiquer un exercice physique intense ou intellectuel près de l’heure du coucher, ce qui pourrait avoir un effet stimulant et pourrait donc retarder l’endormissement. Cela dit, l’activité physique pratiquée régulièrement (surtout en fin de journée) peut approfondir le sommeil.

Les stimulants comme la caféine ou la nicotine doivent être consommés au maximum 4-6 heures avant l’heure du coucher.
L’exposition à la lumière (téléviseur, ordinateur, etc.), est néfaste car elle supprime la sécrétion de mélatonine (hormone du sommeil),.

## Effets d'une hygiène de sommeil déstabilisée
- Trouble psychique
- Fatigue chronique
- Risque digestif
- Troubles des défenses immunitaires
- Risque cardiovasculaire
- Obésité
- Troubles endocriniens